# Cambia
Cambia (in corso Cambia) è un comune francese di 78 abitanti situato nel dipartimento dell'Alta Corsica nella regione della Corsica.
Il comune comprende i seguenti centri abitati: Cambia (capoluogo), Corsoli, San Quilico e Loriani.

## Società

### Evoluzione demografica
Abitanti censiti